# Brand- och lifförsäkrings AB Skåne
Brand- och lifförsäkrings AB Skåne var ett försäkringsbolag som grundades 1884 i Malmö.
År 1927 köpte man Återförsäkrings AB Hermes och i början av 1930-talet aktierna Återförsäkrings AB Aurora, 1942 förvärvades Försäkringsaktiebolaget Malmö och 1957 Försäkrings AB Iris. År 1960 anslöt sig bolaget till Skandiakoncernen och 1963 upphörde varunamnet att användas.